# Мікшунешть
Мікшунешть, Мікшунешті (рум. Micșunești) — село у повіті Нямц в Румунії. Входить до складу комуни Феурей.
Село розташоване на відстані 277 км на північ від Бухареста, 26 км на схід від П'ятра-Нямца, 72 км на південний захід від Ясс.

## Населення
За даними перепису населення 2002 року у селі проживали 200 осіб, усі — румуни. Рідною мовою 199 осіб (99,5%) назвали румунську.